# Compromise

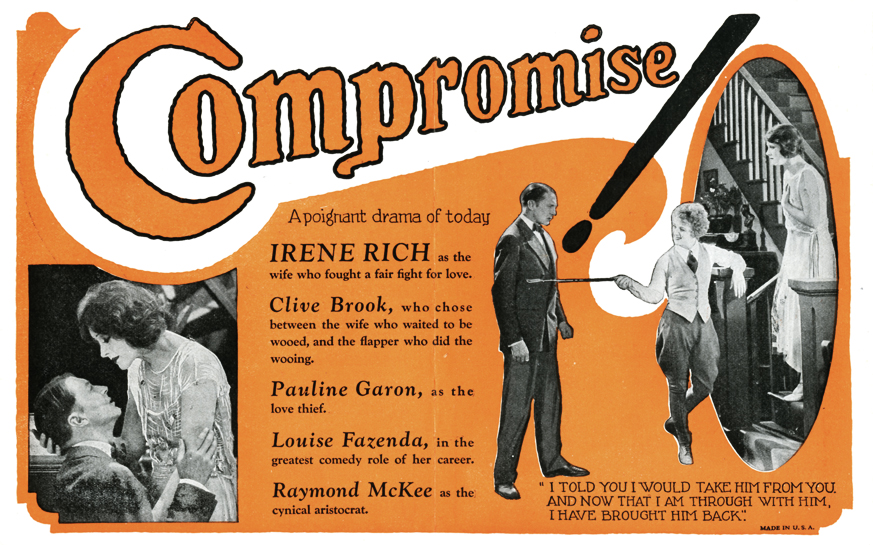
Affiche du film

Pour plus de détails, voir Fiche technique et Distribution.
Compromise (titre original) est un film muet américain réalisé par Alan Crosland et sorti en 1925.

## Synopsis
Joan, une jeune femme, a dû dès l'enfance jouer les seconds rôles vis-à-vis de sa demi-sœur égoïste et choyée. Joan s'attend à ce que son mariage lui apporte le bonheur et c'est le cas pendant un certain temps, mais Nathalie, sa sœur, fidèle à ses habitudes, entreprend de séduire son mari Alan.

## Fiche technique
- Réalisation : Alan Crosland
- Scénario : Edward T. Lowe, Jr. d'après Compromise de Jay Gelzer[2]
- Production : Warner Bros.
- Photographie : David Abel
- Durée : 7 bobines
- Date de sortie : 24 octobre 1925

## Distribution
- Irene Rich : Joan Trevore
- Clive Brook : Alan Thayer
- Louise Fazenda : Hilda
- Pauline Garon : Nathalie
- Raymond McKee : Cholly
- Helen Dunbar : tante Catherine
- Winter Hall : père de Joan
- Edward Martindel : Commodore Smithson
- Lynn Cowan : James
- Frank Butler : Ole
- Muriel Frances Dana : Nathalie enfant
- Dorothy Seay : Joan Trevore  enfant